# Nos cahiers
Nos cahiers (franc. nasze książki, z podtytułem w języku luksemburskim: Lëtzebuerger Zäitschrëft fir Kultur) – luksemburskie czasopismo kulturalne, publikowane przez dom wydawniczy Saint-Paul Luxembourg od 1980 r.
Jak głosi notka na oficjalnej stronie pisma, celem periodyku jest m.in. zachowanie dziedzictwa kulturalnego, promowanie twórców, pisarzy i artystów, wspieranie rozwoju związków kulturalnych w kraju oraz powiązań z międzynarodowym światem sztuki i nauki.
Współtwórcą pisma w 1980 był m.in. Joseph Kohnen, który do dziś znajduje się w kolegium redakcyjnym. Na łamach pisma publikowane są teksty literackie (wiersze i opowiadania, głównie w języku niemieckim i francuskim, rzadziej luksemburskim), opracowania historycznoliterackie i krytycznoliterackie, dotyczące przede wszystkim lokalnej tradycji literackiej i współczesnej literatury luksemburskiej.